# 1978 en sport
Cet article présente les faits marquants de l'année 1978 en sport.

## Automobile
- Mario Andretti remporte le Championnat du monde de Formule 1 au volant d'une Lotus-Ford.

## Baseball
- Les Yankees de New York remportent la Série mondiale face aux Dodgers de Los Angeles.
- Finale du championnat de France : Nice UC vainqueur.

## Basket-ball
- NBA : les Bullets de Washington sont champions NBA face aux SuperSonics de Seattle 4 manches à 3.
- Le Mans champion de France.
- Le Caen Basket Club perd en demi-finale de coupe d'Europe.

## Cyclisme
- Bernard Hinault gagne son premier Tour de France lors de sa première participation.

## Football
- 19 avril : le FC Barcelone gagne la Coupe d'Espagne en écartant l'UD Las Palmas en finale (3-1).
- 2 mai : l'AS Monaco est champion de France.
- 3 mai : au Parc des Princes de Paris, les Belges du RSC Anderlecht remportent la Coupe d'Europe des vainqueurs de coupes face aux Autrichiens de l'Austria Vienne.
- 6 mai : à Wembley, Ipswich Town FC remporte la FA Challenge Cup en s'imposant 1-0 en finale face à Arsenal FC.
- 9 mai : les Néerlandais du PSV Eindhoven remportent la Coupe UEFA en prenant le meilleur sur les Français de SC Bastia. Le résultat cumulé au terme des deux matches est de 3 buts à 0.
- 10 mai : à Wembley, les Anglais de Liverpool FC remportent la Coupe des clubs champions européens face aux Belges du FC Bruges.
- 13 mai : au Parc des Princes de Paris, l'AS Nancy-Lorraine remporte la Coupe de France en s'imposant 1-0 face à l'OGC Nice.
- 23 mai : la veille du départs des Bleus pour le mondial argentin, Michel Hidalgo est victime d'une tentative d'enlèvement !
- 25 juin : à Buenos Aires, l'Argentine remporte sa première Coupe du monde en s'imposant 3-1 en finale face aux Pays-Bas.
  - Article détaillé : Coupe du monde de football 1978
- 19 décembre : les Belges du RSC Anderlecht s'adjugent la Supercoupe de l'UEFA face aux Anglais du Liverpool FC. Le résultat au terme des deux matches est de 4 buts à 3.
  - Article détaillé : 1978 en football.

## Football américain
- 15 janvier : Super Bowl XII : Cowboys de Dallas 27, Broncos de Denver 10. Article détaillé : Saison NFL 1977.

## Hockey sur glace
- Les Canadiens de Montréal remportent la Coupe Stanley.
- Coupe Magnus : le Gap Hockey Club est champion de France.
- EHC Biel champion de Suisse.
- L’Union soviétique remporte le championnat du monde.

## Rugby à XIII
- 21 mai : à Toulouse, Lézignan remporte le Championnat de France face au XIII Catalan 3-0.
- 28 mai : à Narbonne, le XIII Catalan remporte la Coupe de France face à Lézignan 18-7.

## Rugby à XV
- Le Pays de Galles remporte le Tournoi des Cinq Nations en signant un Grand Chelem.
  - Article détaillé : Tournoi des cinq nations 1978
- 28 mai : l'AS Béziers est champion de France en s'imposant en finale face à l'AS Montferrand, 31-9.

## Ski alpin
- Championnats du monde à Garmisch-Partenkirchen (Allemagne) : l'Autriche remporte 7 médailles, dont 4 d'or.
- Coupe du monde
  - Le Suédois Ingemar Stenmark remporte le classement général de la Coupe du monde.
  - Hanni Wenzel (Liechtenstein) remporte le classement général de la Coupe du monde féminine.

## Tennis
- US Open de tennis : 
  - Le tournoi change d'emplacement : il quitte Forrest Hill pour Flushing Meadows, toujours dans le Queens à New York.
  - Comme en 1977, l'américaine Chris Evert remporte le tournoi.

## Voile
- 28 novembre : le canadien Mike Birch gagne la première route du Rhum.

## Naissances
- 4 janvier :
  - Karine Ruby, snowboardeuse française.
  - Dominik Hrbatý, joueur de tennis slovaque.
- 7 janvier : Daniel Bennett, coureur cycliste australien. († 5 janvier 2007).
- 9 janvier : Gennaro Gattuso, footballeur italien.
- 14 janvier : Shawn Crawford, athlète américain.
- 17 janvier : Petra Mandula, joueuse de tennis hongroise.
- 18 janvier : Stev Theloke, nageur allemand, spécialiste du dos crawlé.
- 29 janvier : Martin Schmitt, sauteur à ski allemand.
- 5 février : Samuel Sánchez, cycliste espagnol.
- 11 février : Nadia Styger, skieuse alpine suisse.
- 9 mars : Lucas Neill, footballeur australien, évoluant en Angleterre.
- 11 mars : Didier Drogba, footballeur ivoirien.
- 26 mars : Cédric Mouret, footballeur français.
- 4 avril : Marcel Nkueni, footballeur congolais.
- 11 avril : Josh Hancock, joueur américain de baseball. († 29 avril 2007).
- 17 avril : Hannu Manninen, spécialiste finlandais du combiné nordique.
- 18 avril : Luciano Pagliarini, coureur cycliste brésilien.
- 26 avril : Elson Becerra, footballeur colombien. († 8 janvier 2006).
- 12 mai : Hossein Reza Zadeh, haltérophile iranien.
- 15 mai : 
  - Sébastien Chabbert, footballeur français.
  - Sue Rolph, nageuse britannique.
- 20 mai : Nils Schumann, athlète allemand.
- 25 mai : Adrián García, joueur de tennis chilien.
- 27 mai : Jacques Abardonado, footballeur français.
- 29 mai : Sébastien Grosjean, joueur de tennis français
- 6 juin : Kemal Kolenovic, boxeur monténégrin. († 1er janvier 2007).
- 7 juin : Evgenia Kutsepalava, biathlète biélorusse.
- 11 juin : Julien Rodriguez, footballeur français.
- 19 juin : Dirk Nowitzki, joueur de basket-ball allemand, évoluant dans l'équipe NBA des Dallas Mavericks.
- 20 juin :
  - Frank Lampard, footballeur britannique (équipe d'Angleterre).
  - Leonardo Rodrigues, joueur de volley-ball brésilien.
- 21 juin : Ignacio Corleto, joueur de rugby à XV argentin.
- 29 juin : Steve Savidan, footballeur français.
- 7 juillet : Kallista Field, cavalière néo-zélandaise de dressage.
- 9 juillet : Gulnara Samitova-Galkina, athlète russe.
- 11 juillet : Massimiliano Rosolino, nageur italien.
- 23 juillet : Julien Taurines, judoka français handisport, médaillé de bronze aux jeux paralympiques de Pékin en 2008.
- 26 juillet :  Matthieu Bataille, judoka français.
- 31 juillet : Justin Wilson, pilote automobile britannique.
- 5 août : Kim Gevaert, athlète belge.
- 10 août : Bart Wellens, cycliste belge, spécialiste du cyclo-cross.
- 19 août : Sébastien Tortelli, pilote moto français.
- 23 août : Kobe Bryant, joueur américain de basket-ball. († 26 janvier 2020).
- 3 septembre : Michal Rozsíval joueur tchèque de hockey sur glace, évoluant dans la LNH.
- 16 septembre : Michael Uhrmann, sauteur à ski allemand.
- 19 septembre : Mariano Puerta, joueur de tennis argentin.
- 23 septembre : Ingrid Jacquemod, skieuse alpine française.
- 11 octobre : Reinfried Herbst, skieur alpin autrichien.
- 11 octobre : Jermaine O'Neal, joueur américain de basket-ball.
- 22 octobre : Chaswe Nsofwa, footballeur international zambien. († 29 août 2007).
- 26 octobre: Phillip Brooks, catcheur.
- 7 novembre: Rio Ferdinand, footballeur anglais
- 27 novembre : Radek Štěpánek, joueur de tennis tchèque.
- 29 novembre : Alessandro Fei, joueur de volley-ball italien.
- 30 novembre : Pierrick Fédrigo, coureur cycliste français.
- 5 décembre : Marcelo Zalayeta, footballeur uruguayen.
- 7 décembre : Jere Hård, nageur finlandais, spécialiste de la nage papillon.
- 8 décembre : Frédéric Piquionne, footballeur français.
- 9 décembre : Gastón Gaudio, joueur de tennis argentin.
- 13 décembre :
  - Fabio Di Bella, joueur italien de basket-ball.
  - Patrick Allotey, footballeur ghanéen. († 27 juin 2007).

## Décès
- 14 janvier : Harold Abrahams, athlète britannique. (° 15 décembre 1899).
- 20 mars : Jacques Brugnon, joueur de tennis français. (° 11 mai 1895).
- 28 mai : Ernest Cadine, haltérophile français. (° 12 juillet 1893).
- 21 août : Paul Barrère, joueur français de rugby à XV. (° 9 octobre 1905).
- 26 août : José Manuel Moreno surnommé El Charro, footballeur argentin. (° 3 août 1916).
- 11 septembre : Ronnie Peterson, pilote automobile suédois de Formule 1. (° 14 février 1944).
- 18 septembre : Henri Roessler, footballeur, puis entraîneur français. (° 16 septembre 1910).
- 17 novembre : Alain Colas, skipper (voile) français. (° 16 septembre 1943).